# ميشيل والاس
ميشيل والاس (بالإنجليزية: Michele Wallace)‏ هي نسوية ‏ وكاتِبة أمريكية، ولدت في 4 يناير 1952 في هارلم في الولايات المتحدة.

## وصلات خارجية
- الموقع الرسمي